# Queer (filme)
Queer é um filme de drama e romance histórico de 2024 dirigido por Luca Guadagnino a partir de um roteiro de Justin Kuritzkes, baseado no romance de 1985 de William S. Burroughs. Ambientado na Cidade do México dos anos 1940, o filme acompanha um expatriado americano rejeitado (Daniel Craig) que se apaixona por um homem mais jovem (Drew Starkey).
Queer estreou no 81º Festival Internacional de Cinema de Veneza em 3 de setembro, em competição pelo Leão de Ouro. Foi lançado nos Estados Unidos em um lançamento limitado nos cinemas em 27 de novembro, pela A24, e foi lançado nacionalmente em 13 de dezembro. O filme recebeu críticas geralmente positivas dos críticos e foi nomeado um dos Dez Melhores Filmes de 2024 pelo National Board of Review, onde Craig recebeu o prêmio de Melhor Ator. Craig também foi indicado ao Globo de Ouro, ao Critics' Choice e ao Screen Actors Guild Awards por sua atuação.

## Premissa
Em 1950, William Lee é um expatriado americano que vive na Cidade do México, passando o tempo pulando de bar em bar e se entregando a atividades sexuais com homens mais jovens. Uma noite, ele avista Eugene Allerton, um jovem soldado que também é um expatriado americano. Lee fica obcecado por Allerton, perseguindo-o por vários bares, na esperança de ganhar sua afeição.
O par estabelece um relacionamento, mas Allerton mantém uma distância emocional de Lee e é frequentemente visto com uma mulher, apesar do desejo óbvio de Lee por conexão. Allerton explica isso sugerindo que ele não se vê como "queer" da mesma forma que Lee. Lee convida Allerton para viajar com ele para a América do Sul na esperança de encontrar yagé (ayahuasca), uma planta que supostamente oferece habilidades telepáticas. Allerton parece relutante, mas eventualmente aceita o convite de Lee.
Durante a viagem, a dependência de drogas de Lee causa um surto de disenteria. Allerton continua a manter Lee à distância. Lee ouve falar de um médico que mora em Quito e que poderia ajudá-lo em sua busca por yagé.
Os dois homens chegam à selva equatoriana para conhecer a Dra. Cotter, que se aproxima dos homens e lhes apresenta a ayahuasca, preparando o yagé encontrado na floresta. Lee e Allerton têm alucinações vívidas após experimentá-la. Eles vomitam seus corações, se comunicam telepaticamente e fundem seus corpos. Allerton diz a Lee: "Eu não sou queer. Eu sou desencarnado", o que Lee havia dito em um de seus sonhos.
Na manhã seguinte, a Dra. Cotter sugere que os homens fiquem para explorar mais a fundo os efeitos do yagé. No entanto, abalado pela experiência, Allerton está ansioso para ir embora e Lee o segue.
Dois anos depois, Lee retorna à Cidade do México. Ele é informado de que Allerton fez outra viagem à América do Sul como guia de um coronel do exército e não foi visto desde então. Mais tarde naquela noite, Lee sonha em descobrir Allerton em um quarto de hotel adjacente ao seu. Allerton envolve Lee em uma rodada de William Tell colocando um copo em sua cabeça. Lee atira na cabeça de Allerton e segura seu corpo até que ele desapareça, antes que ele próprio desapareça.
Lee se encontra em seu quarto de hotel, agora um homem idoso. Deitado na cama, ele imagina um Allerton ainda jovem o embalando enquanto ele morre.

## Elenco
- Daniel Craig como William Lee, uma versão ficcional de William S. Burroughs
- Drew Starkey como Eugene Allerton
- Jason Schwartzman como Joe Guidry
- Lesley Manville como Dra. Cotter
- Henrique Zaga como Winston Moor
- Drew Droege como John Dumé
- Andra Ursuța como Mary
- Ariel Schulman como Tom Weston
- Andrés Duprat como Doutor Hernandez
- Omar Apollo como Cara do Bar Chimu
- David Lowery como Jim Cochan
- Lisandro Alonso como Sr. Cotter
- Michaël Borremans como Doutor
- Michael Kent como o jovem Ship Ahoy
- Colin Bates como Tom Williams
- Ronia Ava como Joan Vollmer
- Simon Rizzoni como Bartender
- Lorenzo Pozzan como conhecido de Joe Guidry

## Produção

### Desenvolvimento
Guadagnino queria fazer uma adaptação do romance Queer de William S. Burroughs de 1985, já que leu o livro quando tinha 17 anos. Em abril de 2022, ele mencionou o livro ao roteirista Justin Kuritzkes enquanto eles estavam no set de seu filme Challengers (2024) em Boston. Guadagnino comprou uma cópia para Kuritzkes, que ele leu e adorou. O produtor Lorenzo Mieli encontrou os direitos do livro, que eles garantiram após uma ligação com James Grauerholz, o executor literário do espólio de Burroughs. Kuritzkes começou a escrever o roteiro enquanto ainda trabalhavam em Challengers. O livro foi publicado inacabado, então Kuritzkes e Guadagnino consultaram o estudioso de Burroughs, Oliver Harris, sobre como dar ao texto um final adequado, mantendo a visão do autor. Guadagnino descreveu Queer como seu filme mais pessoal e uma homenagem aos filmes de Powell e Pressburger, concretamente The Red Shoes (1948), "Acho que eles apreciariam as cenas de sexo em Queer, que são numerosas e bastante escandalosas".
Foi anunciado em dezembro de 2022 que Daniel Craig estava em negociações para estrelar o filme. Craig foi escalado depois que o agente de Guadagnino, Bryan Lourd, enviou o roteiro ao ator, "Daniel e eu estávamos no telefone uma semana depois. Então, uma semana se passou e ele estava no filme". Guadagnino lembrou. Em abril de 2023, Lesley Manville, Jason Schwartzman e Henry Zaga foram revelados no elenco. Starkey foi escalado depois que uma fita de audição que ele havia feito para outro projeto chegou à frente de Guadagnino. Guadagnino consultou Craig sobre a escalação de Starkey, e Craig, depois de assistir à fita, disse a Guadagnino: "Esse é o cara". Eles fizeram o teste de 300 pessoas para o papel. Em junho de 2024, foi relatado que os diretores Ariel Schulman, Lisandro Alonso e David Lowery apareceriam no filme.

### Filmagem
A filmagem começou em Roma, Itália, em 29 de abril de 2023. O projeto foi filmado no Cinecittà Studios. Cenas adicionais foram filmadas em Quito, Equador, representando a Cidade do México. A produção foi encerrada em 29 de junho de 2023. Jonathan Anderson, diretor criativo da Loewe, atuou como figurinista, marcando sua segunda colaboração com Guadagnino após Challengers.

### Pós-produção
O corte original submetido e aceito pelo Festival de Cinema de Veneza tinha de 185 a 200 minutos de duração antes de ser reduzido para sua duração final de 135 minutos.

## Lançamento

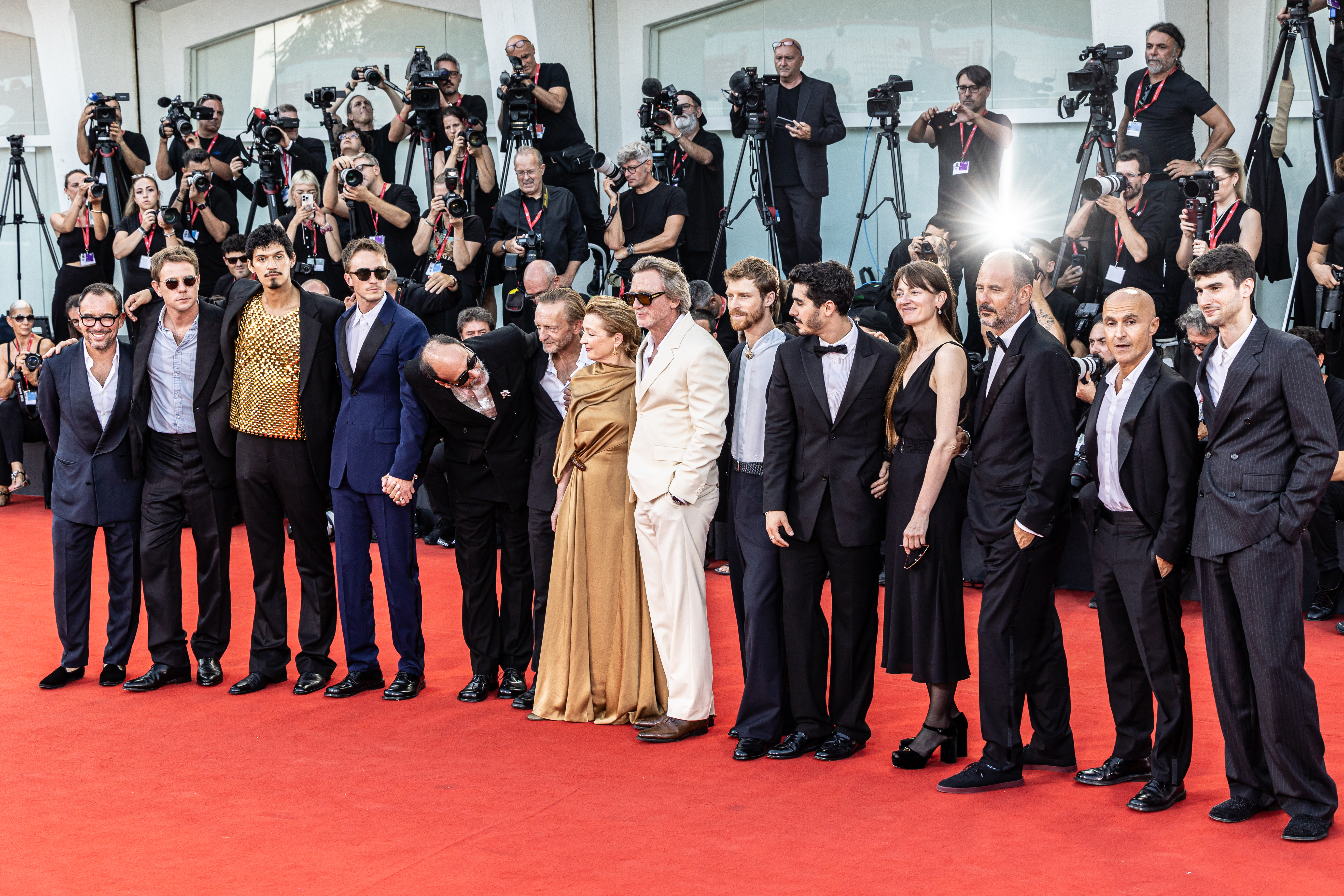
O elenco de Queer no 81º Festival Internacional de Cinema de Veneza.

Em fevereiro de 2024, a Variety informou que o filme deveria chegar ao circuito de festivais no final de 2024. Isso foi confirmado em julho de 2024, quando foi anunciado que Queer teria sua estreia mundial em competição no 81º Festival Internacional de Cinema de Veneza. Em agosto de 2024, o filme foi o primeiro anunciado no Spotlight Gala do 62º Festival de Cinema de Nova Iorque. No mesmo mês, a A24 adquiriu os direitos de distribuição do filme para os Estados Unidos.

## Recepção
No site agregador de críticas Rotten Tomatoes, 75% das 20 resenhas dos críticos são positivas, com uma classificação média de 7/10. O Metacritic, que usa uma média ponderada, atribuiu ao filme uma pontuação de 73 em 100, baseado em 16 críticos, indicando críticas "geralmente favoráveis".
Craig foi amplamente elogiado por sua atuação, com Peter Bradshaw do The Guardian descrevendo-a como uma "atuação realmente engraçada, aberta e generosa - talvez a única desvantagem seja que ele ofusca Starkey".
The Times considerou o filme visualmente atraente, mas carente de substância.

## Prêmios e indicações
| Associações                                | Data da cerimônia     | Categoria                      | Nomeações       | Resultado | Ref.   |
| ------------------------------------------ | --------------------- | ------------------------------ | --------------- | --------- | ------ |
| Festival Internacional de Cinema de Veneza | 7 de setembro de 2024 | Leão de Ouro                   | Luca Guadagnino | Indicado  | [ 28 ] |
| Festival Internacional de Cinema de Veneza | 7 de setembro de 2024 | Queer Lion                     | Luca Guadagnino | Indicado  | [ 28 ] |
| Prêmios Globo de Ouro                      | 5 de janeiro de 2025  | Melhor Ator em Filme Dramático | Daniel Craig    | Indicado  | [ 29 ] |